# トマス・ジェイムズ・ヴィルサック
トマス・ジェイムズ・“トム”・ヴィルサック（英語: Thomas James "Tom" Vilsack、1950年12月12日 - ）は、アメリカ合衆国の政治家である。バラク・オバマ政権下及びジョー・バイデン政権下で農務長官を務めた。
またアイオワ州マウントプレザント市長、アイオワ州上院議員、第40代アイオワ州知事を歴任した。

## 来歴

### 生い立ち
1950年12月12日にペンシルベニア州ピッツバーグに誕生する。生後間も無く捨て子となり、ローマ・カトリック教会の孤児院に引き取られた。1951年にバッド・ヴィルサックとドリー・ヴィルサックの養子となり、敬虔なカトリック教徒として育てられた。養父のバッドは不動産仲介業と保険勧誘業で生計を立てていた。養母のドリーは家政婦であった。
ピッツバーグの預科学校であるシェイディ・サイド・アカデミーで学び、1972年にハミルトン・カレッジを卒業する。ハミルトン・カレッジでは友愛会デルタ・ウプシロンに所属した。1975年にオールバニ法科大学院で法務博士号を取得後に妻のクリスティーンとともに、妻の故郷であるアイオワ州マウントプレザントに移り住む。そして、義父の経営する法律事務所に加わった。

### アイオワ州上院議員
1987年にアイオワ州マウントプレザント市長に選出され、暗殺されたエド・キング市長の後任として着任した。
1992年には僅差でアイオワ州上院議員に選出され、アイオワ州議会労働者の待遇向上を求める立法を提起した。特に州税制上の優遇を受けた企業に対しては、従業員の給与や手当てを改善するよう求めた。また、転職する労働者に対して健康保険が切れ目無く保障され続ける法制度を提唱し、州労働開発省の再編成に助力した。さらに、アイオワ州の地方郡に対して、メンタルヘルスにかかる費用の50パーセントを補助する法案を提起した。

### アイオワ州知事

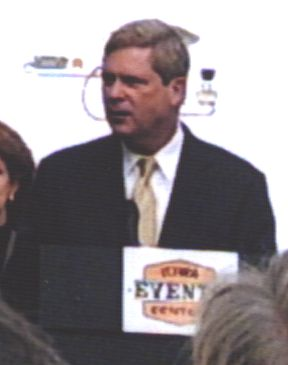
ウェルズ・ファーゴ・アリーナの落成式典でスピーチを行うヴィルサック（2005年7月12日）

#### 初当選と再選
1998年に民主党からアイオワ州知事選挙に立候補する。4期16年務めた共和党の現職であるテリー・ブランスタッドが不出馬を表明したため、アイオワ州共和党はアメリカ合衆国下院議員ジム・ロス・ライトフットを擁立した。ライトフットは長期政権を握ったブランスタッドの後任として、勝機のある有力候補として扱われた。ヴィルサックは民主党予備選挙でアイオワ州のマーク・マコーミック元最高裁判所判事を降ろし、副知事候補にサリー・ペダーソンを指名して本選挙に臨んだ。ヴィルサックは本選挙でライトフットを僅差で破り、民主党候補としては30年ぶりにアイオワ州知事に就任した。
2002年に2期目を目指してアイオワ州知事選挙に臨み、共和党候補のダグ・グロスを破って再選を果たした。2002年にスディーヴン・グリーソンを首席補佐官として起用するが、グリーソンが2005年に辞任したため、ヴィルサックは後任の首席補佐官にシンシア・アイゼンハワーを据えた。

#### アイオワ州発展評価基金
同年にヴィルサックは州知事としてアイオワ州発展評価基金を設立した。5億300万ドルを企業に割り当て州内の経済活性化を試みるとともに、より収益の上がる産業を創出するべきだと唱導する。だが、このヴィルサックの試みはアイオワ州最高裁判所により違憲と裁定された。これを受けてヴィルサックは基金システムの合憲化を目指すため、議会で一部拒否権を行使した。ヴィルサックは所得税の引き下げと事業規制の緩和に関する法案の一部を拒否した。その代わりとして州予算から1億ドルを預託金として拠出する案を提示し、アイオワ州議会は2004年の特別会期においてはヴィルサックの案に合意した。かくしてアイオワ州発展評価基金は2005年末に復活することとなる。
民主党内におけるヴィルサックの好敵手であるエド・ファロンはヴィルサックの基金プログラムを批判した。ファロンは「基金によって誘致された州外の企業は、州内に基盤を持つ企業と異なり、他州により魅力的な金銭的インセンティブがあれば容易に離れてしまう」「新たな産業を創出する動機付けが乏しい」とも指摘した。

#### 出所者の選挙権回復
2005年7月にヴィルサックは服役を終えた重犯罪人の選挙権は回復されるべきとする行政命令に署名した。アイオワ州法では「知事の命令が無い限り、重犯罪人の公民権は永久に剥奪される」と規定されていたが、ヴィルサックはこの規定に基づく公民権の復帰命令手続きを省略化した。

#### 医薬品販売規制
2005年の通常会期においては塩酸プソイドエフェドリンを有効成分とする医薬品の販売を厳しく規制する法案に署名した。これにより当該医薬品を一般の商品棚に陳列することは出来なくなり、一般人は薬局の窓口から薬剤師を経由して購入することが必須となった。さらに当該医薬品の購入時には身分証明書を提示の上で記録台帳にサインをすることが義務付けられた。2005年5月21日にアイオワ州でメタンフェタミンの使用を縮小することを目的とした新たな法律が発効された。

#### 土地収用権制限拒否
2005年に連邦最高裁判所はケロ対ニューロンドン市裁判において行政府による土地収用権の行使を容認する判決を下した。この判決を受けてアイオワ州議会は、連邦最高裁判所の判決を上書きする形で土地収用権に制限を掛ける議決を行った。だがヴィルサックは州議会の議決に反対し、「スラム街や廃墟を再開発のために収用することを制限する規定は私にとって重大な懸念事項だ」と拒否権を行使した。

#### 全国知事会執行委員
州知事在任中は全国知事会執行委員会に参加し、2004年に民主党知事会の議長を務める。知事生命工学パートナーシップ・知事エタノール会議・中西部州知事会議でも議長を務め、全国知事会のいくつかの委員会でも委員長ないし副委員長を務めた。
全国知事会では農場政策やエネルギー政策の策定に尽力した。アイオワ州知事としても農畜産物の海外市場開拓に尽力し、穀物を使ったバイオ燃料の普及を推進した。

#### 退任
ヴィルサックは3選目を求めず、2007年にアイオワ州知事を任期満了で退任した。
ヴィルサックの知事在任中のほとんどで、アイオワ州議会は共和党が多数派を占めていた。2004年11月2日の選挙以降は上院で民主党と共和党が等しく50議席を占めた。しかしながら下院は共和党が51議席・民主党が49議席で、依然として共和党多数のままであった。

### 2008年アメリカ合衆国大統領選挙

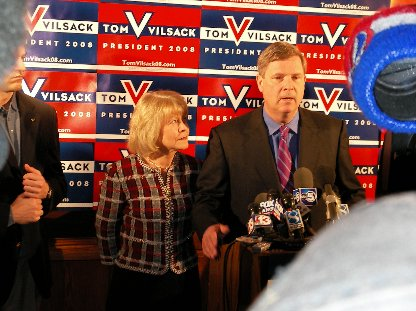
2008年アメリカ合衆国大統領選挙からの撤退を表明するヴィルサック（2007年2月23日）

2006年11月30日にヴィルサックは2008年アメリカ合衆国大統領選挙に立候補する旨を公式発表した。発表スピーチにおいてヴィルサックは「アメリカは偉大な国である。そして私は今、手続きを開始する機会を獲得した。アメリカ合衆国大統領に立候補する法的手続きの機会をだ」と述べた。
選挙戦においてはソーシャル・メディアを積極的に利用した。特にソーシャル・ネットワーキング・サービスのMySpace（マイスペース）で自己のプロフィールや政策方針を提示し、動画共有サービスのユーチューブでバイラルCMを公開した。また、フェイスブックやblip.tvなどのウェブサービス上でも選挙活動を展開した。
2008年アメリカ合衆国大統領選挙で、ヴィルサックはチャット型ポッドキャストのトークシューを利用した唯一の候補でもあった。2007年1月27日にはトークシューを通じ、民主党の指名獲得に向けた約15分間のインタビューに答えた。
2007年2月23日に金銭的な制約により選挙戦から撤退することを表明した。撤退後はバラク・オバマの支持に転じる。2008年8月12日にTalksShoe（トークシュー）に登場し、今度はオバマの支持者として30分に渡って参加者からの質問に答えた。

### 州知事退任後

#### イラク戦争
イラク戦争に対するスタンスはジョージ・W・ブッシュ大統領に批判的なものであった。しかしながらアメリカ軍のイラクからの即時撤退には否定的であった。ヴィルサックは「イラクで我々が敗北したとは考えていない。引き分けだろう」と語り、「人々は、戦場に子供がいたという事実に動揺し、この戦争に終わりが見えないことに困惑している。これでは人々に、この戦いが平和主義のためであると思わせることができないだろう。人々は最高司令官の信頼性や力量を疑問視している」と述べた。
2007年12月5日にヴィルサックはイラクからアメリカ軍の大部分を撤退させ、期限付きで北部地域に小規模な軍隊を駐留させる案を支持すると発表した。そしてアメリカ軍の撤退により暴力が横行する可能性があると判断される期間に限り、アメリカがイラク政府に介入することを認めるべきとも表明した。

#### エネルギー問題
ヴィルサックはエネルギー安全保障に関する検討課題として「エネルギーの対外依存を大規模削減すること」と「国内での二酸化炭素排出を抑制すること」の2点を挙げ、これらの実現のためにアメリカ合衆国エネルギー省を廃止して「エネルギー安全保障省」を創設することを求めた。「エネルギー安全保障省」には連邦政府のエネルギー政策を監視する役割を与え、加えて現行のエネルギー制度の刷新を主導させるべきだとも主張した。ヴィルサックはこのエネルギー安全保障省の創設により国家安全保障と経済力を増加させることができるとし、クリーンエネルギーの観点から問題視されないリーダーとしてアメリカをアピールできると述べた。

### アメリカ合衆国農務長官

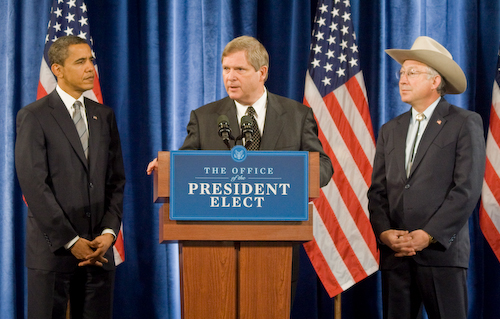
オバマ次期大統領の指名を受けて会見を行うヴィルサック（2008年12月17日）

2008年12月17日に第44代アメリカ合衆国大統領に選出されたバラク・オバマは、新政権でヴィルサックをアメリカ合衆国農務長官に起用すると発表した。直近2人の農務長官であるマイク・ジョハンズとエドワード・トマス・シェーファーが共に農業州の出身であったことから、ワシントン・ポスト紙はアイオワ州知事を務めたヴィルサックを最も確実な当確者と評価した。2009年1月20日にバラク・オバマが第44代アメリカ合衆国大統領に就任し、それと同じ日に第30代アメリカ合衆国農務長官に就任した。
2017年1月20日のドナルド・トランプ政権発足を目前にした1月13日に突如辞任した。
2020年12月にジョー・バイデン政権で再び農務長官に起用されることが発表され、翌2021年2月23日に上院公聴会で92対7で承認、翌24日に就任宣誓した

## 家族
1973年8月18日にアン・クリスティーン・ベル（Ann Christine Bell）と結婚した。クリスティーンは学校教諭の仕事をしており、その後新聞のコラムニストになった。
夫妻の間には2人の男子であるジェス・ウィリアム・ヴィルサック（Jess William Vilsack）とダグラス・ジェイムズ・ヴィルサック（Douglas James Vilsack）が誕生し、共に弁護士となった。